# Annitella chomiacensis
Annitella chomiacensis là một loài Trichoptera trong họ Limnephilidae. Chúng phân bố ở miền Cổ bắc.